# Reli Obala Bjelokosti
Reli Bjelokosna Obala je reli utrka koja se održava svake godine u afričkoj državi Bjelokosna Obala. Utrka je bila u kalendaru Svjetskog prvenstva u reliju za vozače i momčadi od 1978. do 1981., dok se samo za vozače bodovala 1977., te u vremenu od 1982. do 1992.

## Dosadašnje bolesti
| Godina | Utka                                        | Pobjednik                          | Vozilo                          |
| ------ | ------------------------------------------- | ---------------------------------- | ------------------------------- |
| 1969.  | 1ère Rallye Bandama                         | Marc Gérenthon Hélène Gérenthon    | Renault 8 Gordini               |
| 1970.  | 2ème Rallye Bandama                         | Hans Schuller Grassiot             | Datsun 1600 SSS                 |
| 1971.  | 3ème Rallye Bandama                         | Robert Neyret Jacques Terramorsi   | Peugeot 504                     |
| 1972.  | 4ème Rallye Bandama                         | nitko nije zvršio utrku            |                                 |
| 1973.  | 5ème Rallye Bandama                         | Edgar Herrmann Hans Schuller       | Datsun 180B SSS                 |
| 1974.  | 6ème Rallye Bandama                         | Timo Mäkinen                       | Peugeot 504                     |
| 1975.  | 7ème Rallye Bandama                         | Bernard Consten Flocon             | Peugeot 504                     |
| 1976.  | 8ème Rallye Bandama                         | Timo Mäkinen Henry Liddon          | Peugeot 504 V6                  |
| 1977.  | 9ème Rallye Bandama Côte d'Ivoire           | Andrew Cowan Johnstone Syer        | Mitsubishi/Colt Lancer 1600 GSR |
| 1978.  | 10ème Rallye Bandama Côte d'Ivoire          | Jean-Pierre Nicolas Michel Gamet   | Peugeot 504 V6 Coupé            |
| 1979.  | 11ème Rallye Côte d'Ivoire                  | Hannu Mikkola Arne Hertz           | Mercedes 450 SLC 5.0            |
| 1980.  | 12ème Rallye "Marlboro" Côte d'Ivoire       | Björn Waldegård Hans Thorszelius   | Mercedes 500 SLC                |
| 1981.  | 13ème Rallye "Marlboro" Côte d'Ivoire       | Timo Salonen Seppo Harjanne        | Datsun Violet GT                |
| 1982.  | 14ème Rallye "Marlboro" Côte d'Ivoire       | Walter Röhrl Christian Geistdörfer | Opel Ascona 400                 |
| 1983.  | 15ème Rallye "Marlboro" Côte d'Ivoire       | Björn Waldegård Hans Thorszelius   | Toyota Celica TCT               |
| 1984.  | 16ème Rallye "Marlboro" Côte d'Ivoire       | Stig Blomqvist Björn Cederberg     | Audi Sport Quattro              |
| 1985.  | 17ème Rallye "Marlboro" Côte d'Ivoire       | Juha Kankkunen Fred Gallagher      | Toyota Celica TCT               |
| 1986.  | 18ème Rallye "Marlboro" Côte d'Ivoire       | Björn Waldegård Fred Gallagher     | Toyota Celica TCT               |
| 1987.  | 19ème Rallye "Marlboro" Côte d'Ivoire       | Kenneth Eriksson Peter Diekmann    | Volkswagen Golf GTI 16V         |
| 1988.  | 20ème Rallye "Marlboro" Côte d'Ivoire       | Alain Ambrosino Daniel Le Saux     | Nissan 200SX                    |
| 1989.  | 21ème Rallye "Marlboro" Côte d'Ivoire       | Alain Oreille Gilles Thimonier     | Renault 5 GT Turbo              |
| 1990.  | 22ème Rallye "Viking" Côte d'Ivoire Bandama | Patrick Tauziac Claude Papin       | Mitsubishi Galant VR-4          |
| 1991.  | 23ème Rallye "Viking" Côte d'Ivoire Bandama | Kenjiro Shinozuka John Meadows     | Mitsubishi Galant VR-4          |
| 1992.  | 24ème Rallye "Viking" Côte d'Ivoire Bandama | Kenjiro Shinozuka John Meadows     | Mitsubishi Galant VR-4          |
| 1993.  | 25ème Rallye Côte d'Ivoire Bandama          | Patrice Servant Thierry Brion      | Audi Quattro S2                 |
| 1994.  | 26ème Rallye Côte d'Ivoire Bandama          | Patrice Servant Thierry Brion      | Audi Quattro S2                 |
| 1996.  | 27ème Rallye "Marlboro" Côte d'Ivoire       | Alain Ambrosino Alain Florentin    | Mitsubishi Lancer Evo III       |
| 1997 . | 28ème Rallye Côte d'Ivoire Bandama          | Alain Ambrosino Alain Florentin    | Mitsubishi Lancer Evo III       |
| 1998.  | 29ème Rallye Côte d'Ivoire Bandama          | Patrice Servent Alain Florentin    | Peugeot 106                     |
| 1999.  | 30ème Rallye Côte d'Ivoire Bandama          | Marc Molinié Christian Tribout     | Toyota Celica GT-Four ST205     |
| 2001.  | 31ème Rallye Côte d'Ivoire Bandama          | Tom Colsoul Bob Colsoul            | Mitsubishi Lancer Evo VI        |
| 2003.  | 32ème Rallye Côte d'Ivoire Bandama          | Fané Bakary Konan Clément          | Subaru Impreza WRX              |
| 2005.  | 33ème Rallye Côte d'Ivoire Bandama          | Fané Bakary Konan Clément          | Subaru Impreza WRX              |
| 2006.  | 34ème Rallye Côte d'Ivoire Bandama          | Patrick Emontspool Alain Robert    | Subaru Impreza WRX              |
| 2009.  | 35~36ème Rallye Côte d'Ivoire Bandama       | Soumaoro Moriféré Philippe Garcia  | Mitsubishi Lancer Evo 9         |